# Чантињан (Долина Аосте)
Чантињан је насеље у Италији у округу Долина Аосте, региону Долина Аосте.
Према процени из 2011. у насељу је живело 508 становника. Насеље се налази на надморској висини од 758 м.